# Voldemar Luik
Voldemar Luik (* 11. November 1898; † unbekannt) war ein estnischer Fußballspieler.

## Karriere
Für die Estnische Nationalmannschaft kam Voldemar Luik im Jahr 1921 auf zwei Länderspieleinsätze. Sein Debüt gab der Abwehrspieler im Juli 1921 gegen Schweden in Tallinn. Neben Luik gaben mit August Lass, Georg Vain, Harald Kaarman und Eduard Ellman-Eelma vier weitere Spieler ihr Länderspieldebüt. Mit dem zweiten Einsatz in der  Nationalmannschaft im August desselben Jahres im Spiel gegen Finnland endete seine Zeit als Nationalspieler des Baltischen Staates.
Im Jahr 1921 war er für den Tallinna JK in der Estnischen Meisterschaft aktiv.